# Nashville-i nemzetközi repülőtér
A Nashville-i nemzetközi repülőtér (IATA: BNA, ICAO: KBNA) az Amerikai Egyesült Államok egyik jelentős nemzetközi repülőtere, amely Nashville közelében található. Éves utasforgalma 18 990 858 fő (2022). A repülőtér az USA 29., Észak-Amerika 32. legforgalmasabb repülőtere volt 2022-ben.

## Futópályák
A repülőtér futópályái:
- 02C/20C (8001 ft, 150 ft, beton)
- 02L/20R (7704 ft, 150 ft, beton)
- 02R/20L (8001 ft, 150 ft, beton)
- 13/31 (11 030 ft, 150 ft, beton)

## Forgalom
Az utasforgalom az elmúlt években az alábbi módon változott:
| Utasok száma | 8 554 211 | 8 041 020 | 8 666 726 | 9 876 524 | 9 037 456 | 9 834 627 | 11 673 633 | 15 996 194 | 8 284 570 | 22 877 671 |
|              | 1999      | 2002      | 2004      | 2007      | 2010      | 2012      | 2015       | 2018       | 2020      | 2023       |